# Нижние Карьявды
Нижние Карьявды (баш. Түбәнге Ҡаръяуҙы) — село в Чекмагушевском районе Республики Башкортостан Российской Федерации. Входит в состав Новобалтачевского сельсовета.

## География

### Географическое положение
Расстояние до:
- районного центра (Чекмагуш): 24 км,
- ближайшей ж/д станции (Буздяк): 69 км.

## Население
| 2002 | 2009 | 2010 |
| ---- | ---- | ---- |
| 156  | ↘149 | ↘141 |

Национальный состав
Согласно переписи 2002 года, преобладающие национальности —  башкиры (72 %), татары (27 %).